# TV Hebdo (Québec)
Pour les articles homonymes, voir TV Hebdo.
TV Hebdo est un magazine de télévision québécoise. Publié chaque semaine depuis 1960, il publie les horaires des chaînes de télévision disponibles au Québec ainsi que des articles sur les séries diffusées au petit écran, des entrevues et des dossiers sur la télévision. Il est édité par TVA Publications, une filiale du Groupe TVA (Québecor).

## Identité visuelle

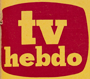
Logo de TV Hebdo de 1960 à 1966.
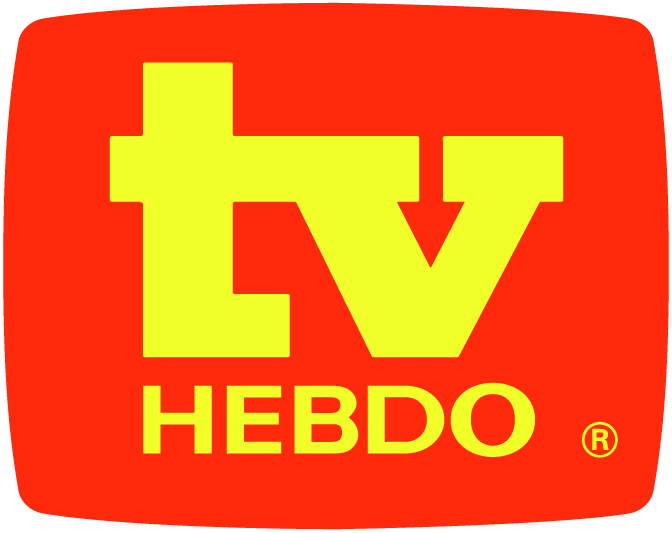
Logo de TV Hebdo de 1966 à 1996.
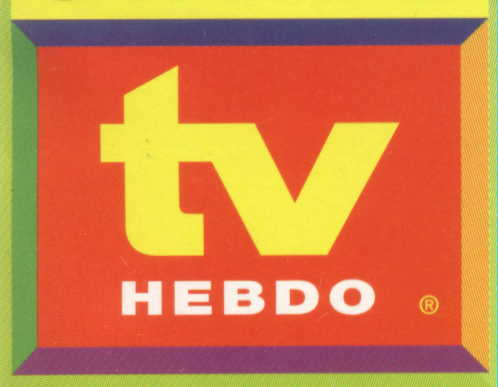
Logo de TV Hebdo de 1996 à 2013.